# هاوتزر
الهَأوْزَر أو الهاوتزر هو نوع من أنواع المدفعية يتميز بسبطانة قصيرة نسبيا واستخدام قذائف صغيرة ودفعها لمسافات بعيدة بسرعة أبطأ بمسارٍ منحنٍ للمقذوف بحيث يكون مسار المقذوف مقوّس لضرب المواقع خلف الموانع بعكس المدفع الذي يستخدم المسار المستقيم بسرعة فوهية عالية جدًا.

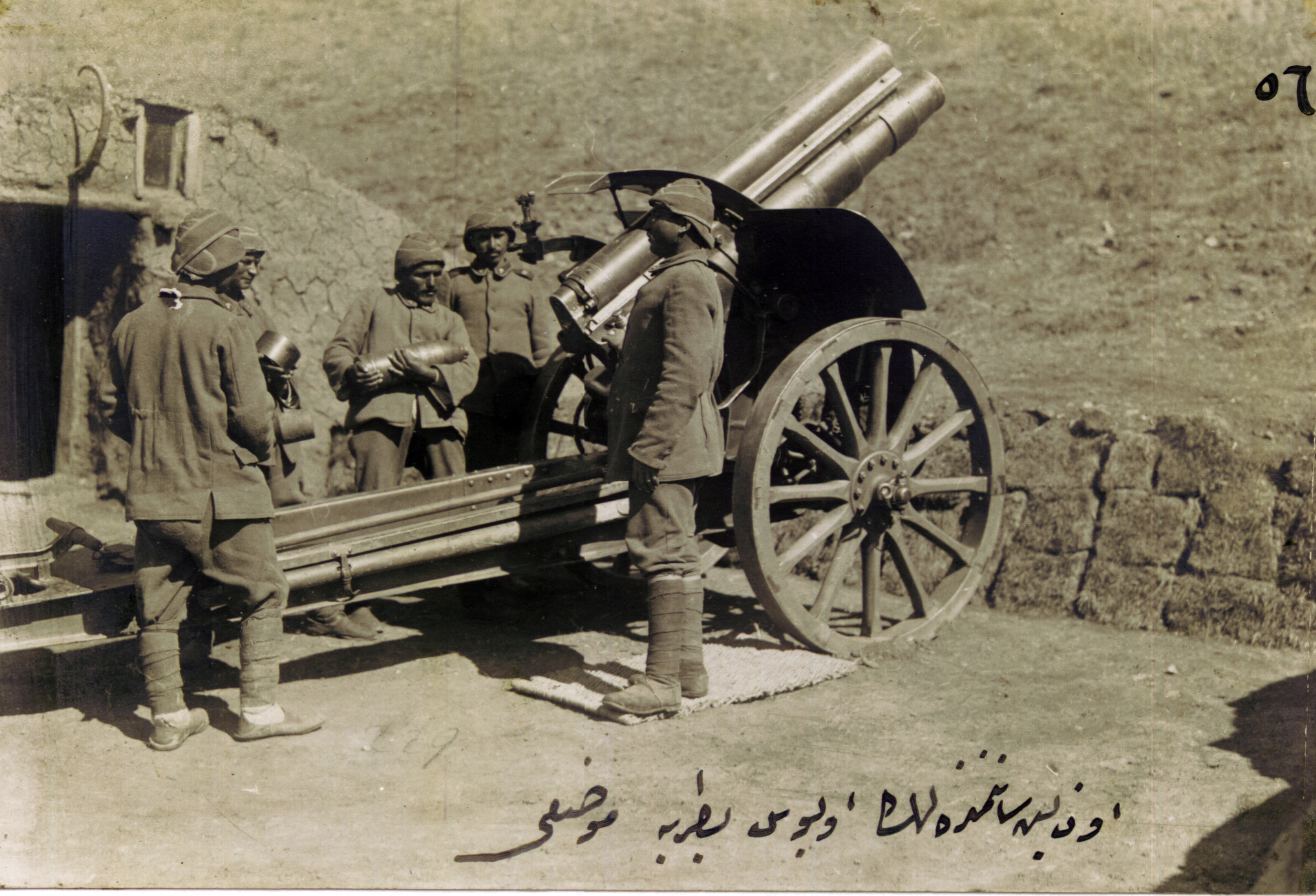
هاوتزر للجيش العثماني
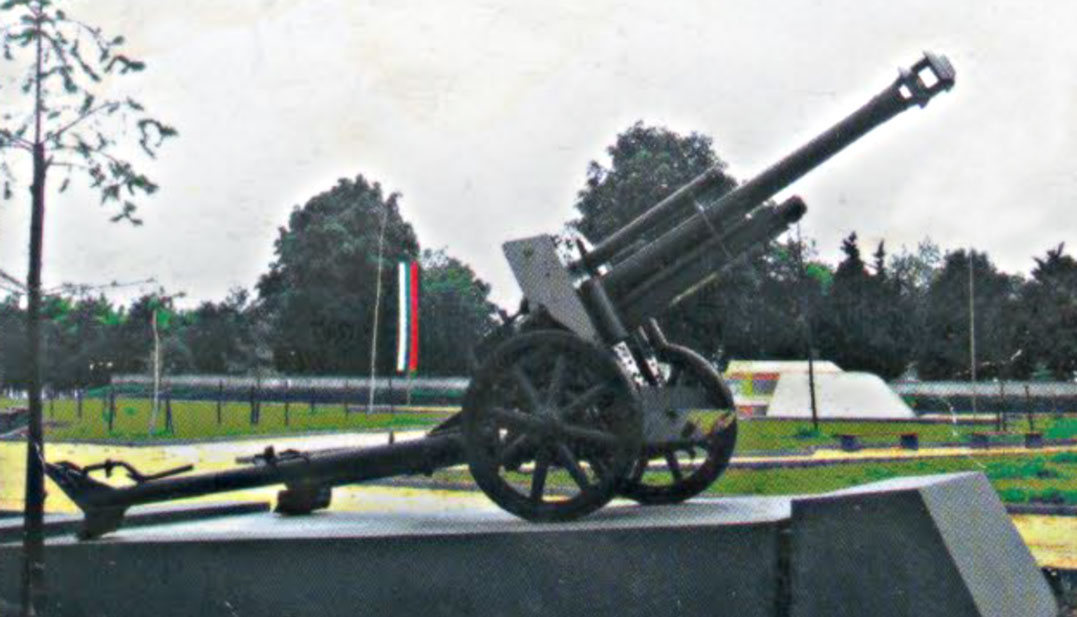
مدفع هاوزتر ألماني عيار 105 ملم